# 美国医学会杂志
《美国医学会杂志》（JAMA: The Journal of the American Medical Association）是一份美国出版的經由同行評審的醫學期刊。它发表了涵盖生物医学各个方面的原創性研究，评论和社论。該期刊由美國醫學會以每周一期出版。
起初于1883年创刊，自此之後即不中斷的持續發行，而本期刊發行的內容為：原創性的研究文章、社论、临床综述及病例報導等。本期刊2019年的影響因子為 45.540。

## 外部連結
- JAMA網站 （页面存档备份，存于）
- JAMA檔案網站 （页面存档备份，存于）
- 美国医学会杂志（中文版）